# Persona 4 The Golden Animation
Persona 4 The Golden Animation (ペルソナ４ ザ・ゴールデン?) är en animeserie baserad på Playstation Vita-spelet Persona 4 Golden, som är en remake av Playstation 2-spelet Shin Megami Tensei: Persona 4. TV-serien hade premiär i juli 2014 på japansk TV och på video on demand-tjänster i Nordamerika.
En specialepisod släpptes i Japan tillsammans med den fjärde Blu-ray/DVD-volymen den 10 december 2014.

## Handling
Animeserien återberättar handlingen från den tidigare animeserien Persona 4: The Animation (2011-2012) och dess filmversion Persona 4 The Animation: The Factor of Hope, som baserades på Playstation 2-versionen av Persona 4, men inkluderar Persona 4 Golden-figuren Marie.

## Rollista
De japanska röstskådespelarna från Persona 4: The Animation, samt Maries röstskådespelerska från Persona 4 Golden, repriserar sina roller:
| Yu Narukami     | – Daisuke Namikawa                                                |
| Yosuke Hanamura | – Shōtarō Morikubo                                                |
| Chie Satonaka   | – Yui Horie                                                       |
| Yukiko Amagi    | – Ami Koshimizu                                                   |
| Kanji Tatsumi   | – Tomokazu Seki                                                   |
| Rise Kujikawa   | – Rie Kugimiya                                                    |
| Teddie          | – Kappei Yamaguchi                                                |
| Naoto Shirogane | – Romi Park                                                       |
| Ryotaro Dojima  | – Unshou Ishizuka                                                 |
| Nanako Dojima   | – Akemi Kanda                                                     |
| Tohru Adachi    | – Mitsuaki Madono                                                 |
| Igor            | – Isamu Tanonaka (postumt; inspelningar från datorspelet används) |
| Margaret        | – Sayaka Ohara                                                    |
| Marie           | – Kana Hanazawa                                                   |

## Episodlista
| Nr  | Engelsk titel                       | Ursprungligt sändningsdatum |
| --- | ----------------------------------- | --------------------------- |
| 1   | "THE GOLDEN DAYS"                   | 10 juli 2014                |
| 2   | "THE PERFECT PLAN"                  | 17 juli 2014                |
| 3   | "I have amnesia, is it so bad?"     | 24 juli 2014                |
| 4   | "THE MIDNIGHT TRIVIA MIRACLE QUIZ!" | 31 juli 2014                |
| 5   | "Let's go get it! Get Pumped!"      | 7 augusti 2014              |
| 6   | "See? I told you Yu."               | 14 augusti 2014             |
| 7   | "It's cliché, so what?"             | 21 augusti 2014             |
| 8   | "Not So Holy Christmas Eve"         | 28 augusti 2014             |
| 9   | "A missing piece"                   | 4 september 2014            |
| 10  | "Not a friend anymore"              | 11 september 2014           |
| 11  | "Let it OUT! Let it GO!"            | 18 september 2014           |
| 12  | "Welcome Home"                      | 25 september 2014           |
| OVA | "Thank you Mr. Accomplice"          | 10 december 2014            |

## Produktion
Animen produceras av A1-Pictures, och regisseras av Seiji Kishi och Tomohisa Taguchi. Musiken komponeras av Shoji Meguro och Tetsuya Kobayashi, och figurdesign görs av Kazuma Kaneko och Yuu Shindou, baserat på Shigenori Soejimas designer från datorspelet. Jun Kumagai står för manuset.

### Utgivning
Från och med september 2014 började Aniplex ge ut animen i Blu-ray- och DVD-format, där varje volym innehåller en till flera episoder. Specialepisoden som inte sändes på TV, "Thank you, Mr. Accomplice", släpps i den fjärde volymen.
| Volym | Episod(er)               | Utgivningsdatum (Japan) |
| ----- | ------------------------ | ----------------------- |
| 1     | 1                        | 10 september 2014       |
| 2     | 2-3                      | 8 oktober 2014          |
| 3     | 4-5                      | 12 november 2014        |
| 4     | 6-7, inkl. specialepisod | 10 december 2014        |
| 5     | 8-9                      | 14 januari 2015         |
| 6     | 10-12                    | 11 februari 2015        |

Animen kommer att ges ut på två Blu-ray-volymer, med sex episoder vardera, tillsammans med animens soundtrack, reklamsnuttar, häfte och vykort. Den första volymen släpps 21 juli och den andra släpps den 29 september 2015.